# Keswickkonferenserna
Keswickkonferenserna eller Keswockrörelsen kallas årliga möten "för det andliga livets fördjupande" som sedan 1875 hålls i den nordengelska badorten Keswick.
Keswickkonferenserna uppkom under påverkan av den anglo-amerikanska helgelserörelsen. Till dem har samlats deltagare från alla kristna samfund, och mission för Keswickrörelsens ledande tankar har bedrivits över hela världen. Rörelsens organ är The life of faith. En avläggare i Sverige är den så kallade Södertäljekonferensen.